# Paradies (Konstanz)

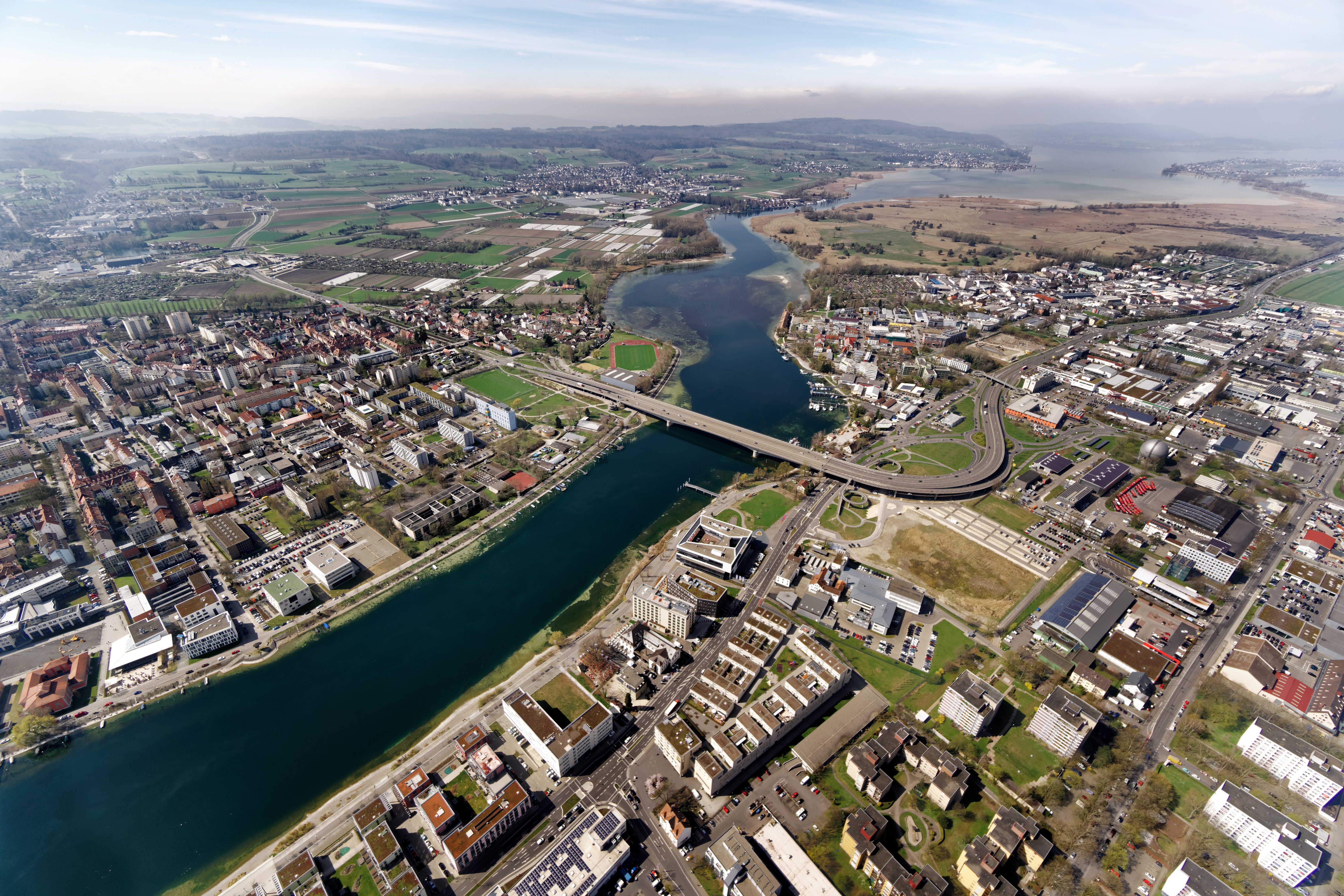
Blick über Petershausen West (rechts) und Rhein auf den Stadtteil Paradies (links).

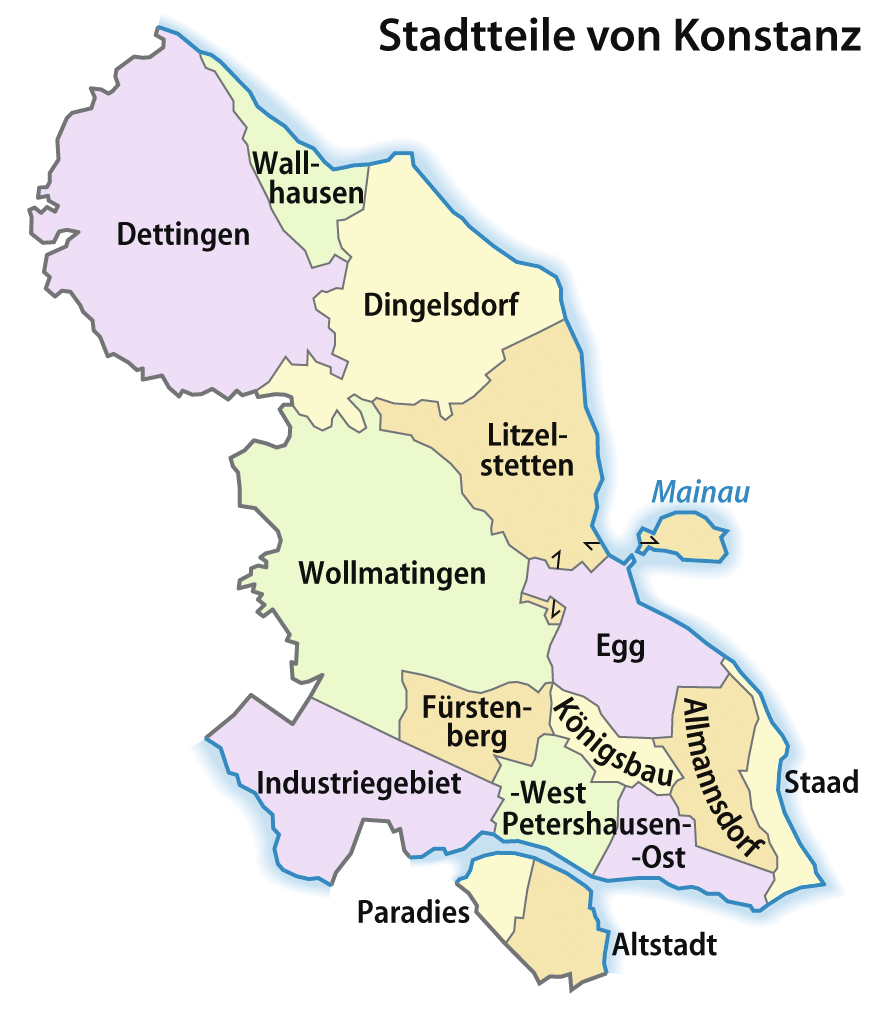
Stadtteil Paradies im Süden, westlich der Altstadt

Paradies war früher eine dörfliche Siedlung, es ist heute ein Stadtgebiet und ein Stadtteil der Stadt Konstanz am Bodensee. Er hat nach den amtlich definierten Stadtteilgrenzen eine Fläche von 63,2 Hektar (632.034 m²) und 6.023 Einwohner (2023).

## Gebietsabgrenzung
Offiziell wird der Stadtteil durch die Straßen Schulthaißstraße, Maria-Ellenrieder-Straße und Löhrystraße zur Altstadt hin abgegrenzt. Er ist nach der amtlichen Definition also kleiner als im allgemeinen Verständnis in Konstanz (und mancher Ämter, z. B. des städtischen Denkmalamts). Auch bei den innerstädtischen Fahrradwegweisern geht das Paradies bis zur Laube. 
Außerhalb von verwaltungstechnischen Zwecken wird das „Paradies“ begrenzt durch den Straßenzug Obere bzw. Untere Laube, der als Boulevard vor der früheren Stadtmauer und damit der historischen Altstadt verläuft, den Seerhein sowie den Verlauf der Staatsgrenze zur benachbarten Schweiz. Auch auf den in der Innenstadt verteilten Stadtplan-Stelen beginnt das Paradies westlich der Laube.

## Geschichte

### Fischer- und Bauernsiedlung
Das Paradies entstand wohl im Spätmittelalter als Fischer- und Bauernsiedlung. Damals hieß es Eggenhusen. Den heutigen Namen erhielt der Stadtteil durch ein Nonnenkloster mit dem Namen claustrum Paradysi apud Constantiam, welches sich dort um 1186 ansiedelte. Die Nonnen übten Stundengebet und Krankenpflege aus.
Bereits 1253 verließen die Nonnen ihr Kloster vor den Toren der damaligen Bischofsresidenz und zogen in die Gegend des schweizerischen Schaffhausen, nach Schlatt im Kanton Thurgau und gründeten dort ein neues Kloster namens Paradies. 1324 wird „Paradyse“ erstmals urkundlich erwähnt; es blieb bis ins 14. Jahrhundert eine eigenständige Dorfgemeinde. Auch um 1900 wurden Kohlköpfe, Rüble, Zwiebeln, Lauch und Sellerie angebaut. Diese wurden von Händlern abgeholt oder auf dem Wochenmarkt verkauft. Im Jahr 1969 gab es noch 25 Gemüsegärtnereien im Paradies.

### Vorstadt von Konstanz

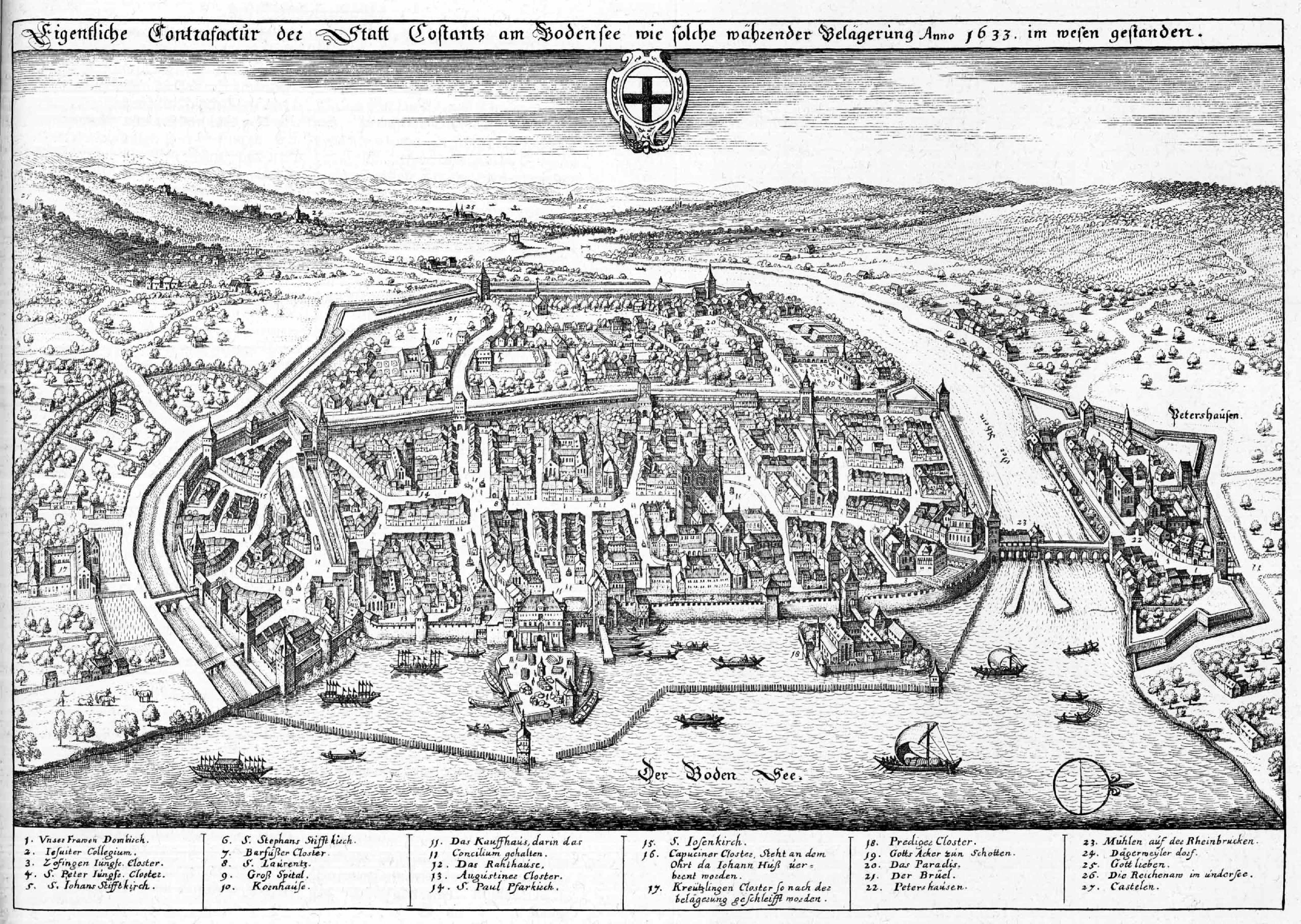
Konstanz von Osten: Kupferstich von Merian im Jahr 1633. Im Vordergrund die heutige Altstadt. Dahinter klar abgegrenzt das Paradies. Gut zu erkennen die Wehranlagen

Dann wurde er als Vorstadt nach Konstanz eingegliedert. Der ursprüngliche Mittelpunkt ist die St.-Martins-Kapelle auf einem Fundament aus dem 14. Jahrhundert. Im Jahr 1610 lebten im Paradies insgesamt etwa 300 Menschen. Die Paradieser Bauern versorgten damals die Bewohner Konstanz’ mit den Erträgen ihrer Felder im Bereich zwischen der heutigen B 33 (Europastraße) und der Laube.
In die städtische Ummauerung wurde das Paradies im 17. Jahrhundert integriert. Um 1639 wurde die Vorstadt mit der Errichtung eines Erdwalls und eines Grabens (Saubach) ins Verteidigungssystem der Handelsstadt Konstanz einbezogen. Dabei erhielt das Paradies auch zwei Wachtürme.
Seit 1733 ist Konstanz nicht mehr befestigt. Der Grießeggturm am Ende der Fischenzstraße war westlicher Eckpunkt der Verteidigungslinie. Er stand am Ende des Erdwalles entlang des Grenzbachs. Er hieß Erker im Paradies, Paradieser Turm im Rhein, wurde ein Wohnhaus und steht unter Denkmalschutz. Er wird seit dem 19. Jahrhundert als Paradieser Schlössle bezeichnet.
Das äußere Paradieser Tor wurde Anfang des 19. Jahrhunderts teilweise abgerissen, teilweise Wohnhaus. Dieses wurde 1818 zur Wirtschaft „Schweizer Grenze“ in der Gottlieber Straße 64 beim Gottlieber Zoll. Ein abgenutzter 50 Zentimeter hoher Stein des Äußeren Paradieser Tores ist noch an der südlichen Ecke der Gaststätte Schweizergrenze erhalten.

### Wohnungsbau verdrängt Landwirtschaft

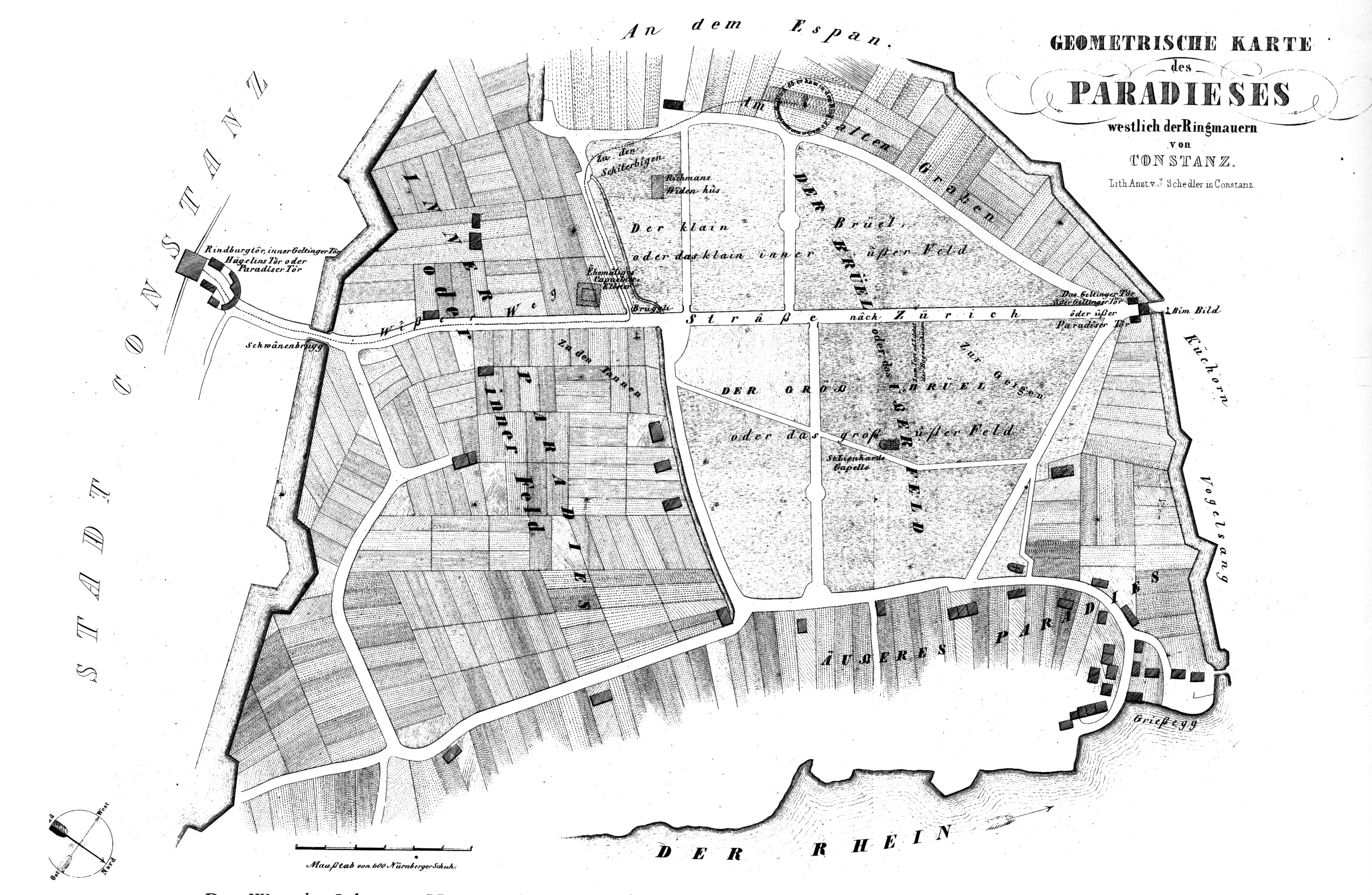
Historische „Geometrische Karte des Paradies“, J. Eiselein, 1847. Norden ist rechts unten; „Maßstab 600 Nürnberger Schuh“.

Um 1880 stieg die Einwohnerzahl auf nahezu 1.500. Mit dem Wegfall der Äcker verlagerte sich der Anbau von Gemüse ins westlich angrenzende Tägermoos, das zwar zur Gemarkung der Stadt Konstanz, staatsrechtlich aber zum Schweizer Thurgau gehört. Die der Landwirtschaft gewidmetem Flächen zwischen der Stadt Konstanz und dem alten Stadtteil Paradies fielen bis Ende der 1950er-Jahre zugunsten des Baus von Wohnungen fort.
Bis 1870 war das Paradies wenig bebaut. Ab 1870 wurde es vom Osten, ab 1901 zunehmend von Süden, ab 1961 von Norden her bebaut. Im Mai 1978 wurde die Schänzlebrücke eingeweiht, der Nordwesten des Paradieses nunmehr für Auf- und Abfahrtsrampen benötigt.
Die Zahl der Gemüsegärtner nimmt stetig ab. 1969 gingen diesem Erwerb noch 25 Bewohner des Paradies nach, 2006 noch etwa acht. Nachdem Konstanz keinen eigenen Farrenstall mehr unterhielt, hatte der Stadtteil einen eigenen. Erst seit 1994 gibt es hier keine Viehhaltung mehr.

## Bevölkerungszahl

### Paradies (im weiteren Sinne)
- 1610: 300 Bewohner (106 Erwachsene, 151 Kinder, 16 Dienstknechte, 27 Mägde)
- 1781: 50 Familien, die sich von der Gärtnerei ernährten
- 1817: 65 Familien in 45 Häusern
- 1880: 1.467 Einwohner[13]

### Paradies (Verwaltungsbezirk)
- 1990: 4.736 Einwohner[14]
- 1995: 4.856 Einwohner
- 2000: 5.029 Einwohner
- 2005: 5.487 Einwohner
- 2010: 6.017 Einwohner
- 2012: 5.813 Einwohner[15]
- 2013: 6.030 Einwohner[16]
- 2016: 6.116 Einwohner[17]
- 2018: 6113 Einwohner[18]

## Heutige Struktur

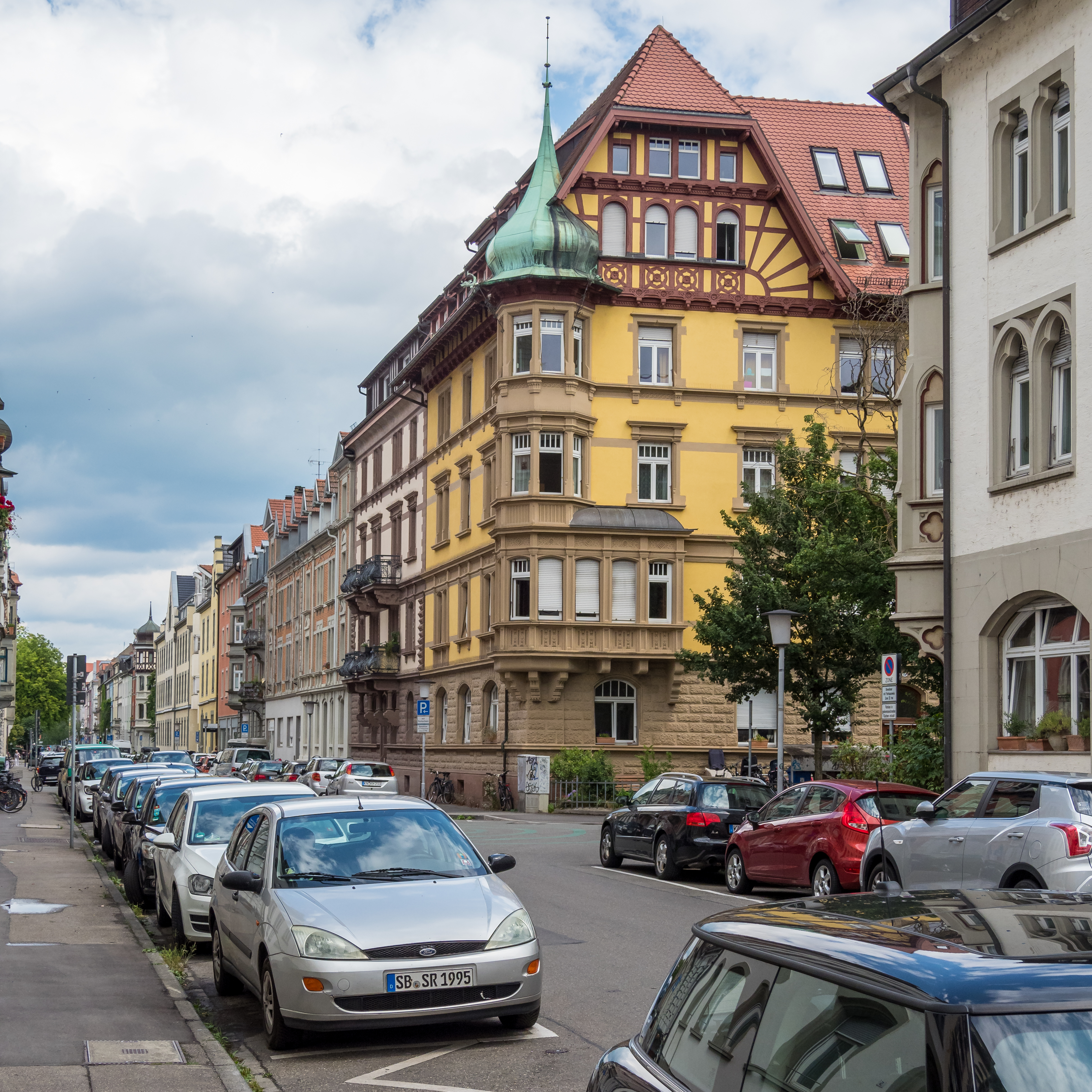
Braunegger Straße im Paradies

Die Bebauung begann in der zweiten Hälfte des 19. Jahrhunderts. Beim Bau der Wallgutstraße, wegen Bebauung durch Neubauten und beim Bau der zweiten Rheinbrücke wurden historische Gebäude abgerissen. Die Marmorstraße ist benannt nach Johann Marmor.

### Denkmalschutz
In der „Liste der Kulturdenkmale“ der Stadt Konstanz (hrsg. von der Unteren Denkmalschutzbehörde) sind im östlichen Bereich, also nahe an der Oberen bzw. Unteren Laube, zahlreiche denkmalgeschützte Bauten aus der Gründerzeit bzw. im Jugendstil verzeichnet, außerdem das Palmenhaus sowie weitere einzelne Bauten im westlichen Teil.

### Kunst im öffentlichen Raum
Das Sgraffito von Hans Sauerbruch von 1957 im Schobuliweg 9/11, in dem an die landwirtschaftliche Vergangenheit des Stadtteils Paradies erinnert wird, wurde durch Restaurierung der Fassade und durch Innendämmung statt Außendämmung vor der Verdeckung bewahrt.

### Öffentliche Gebäude
Entlang des Seerheins befinden sich mehrere öffentliche Gebäude, darunter die Hochschule Konstanz Technik, Wirtschaft und Gestaltung (HTWG) und die Wessenberg-Schule (von dem Bauhaus-Schüler Hermann Blomeier). Weiter westlich am Seerhein, jenseits der Schänzlebrücke, befindet sich die Schänzle-Sporthalle, eine Multifunktions-Sporthalle für sportliche Großveranstaltungen mit bis zu 1800 Zuschauern.
Im nordöstlichen Teil des Paradies liegen drei Schulen: das Ellenrieder-Gymnasium, das Alexander-von-Humboldt-Gymnasium und die Wallgutschule.

### Paradies westlich der Bundesstraße 33
An der Ecke Fischenz-/Grießeggstraße stand die St. Leonhardskapelle, die 1624 wegen Baufälligkeit abgerissen wurde. Im Jahr 1773 wurde sie durch die Nepomuk-Kapelle ersetzt. Im Jahr 1922 wurde am Platz der Vorgängerkirchen die St.-Martins-Kapelle geweiht. Eigentümer ist der Kapellenbauverein der Paradieser. Sie heißt im Volksmund „Brissago-Kapelle“ nach der Zigarettenmarke Brissago, die von der Schweiz nach Deutschland geschmuggelt wurde.
Vor der Kirche steht der Lienhardsbrunnen, der 1897 von der Marktstätte hierher versetzt wurde. Als neue Brunnenfigur auf einer Säule wurde der Heilige Lienhard, der Schutzpatron der Bauern und Gefangenen, vom Bildhauer Josef Franz Baumeister gefertigt.

## Gedenkstätten

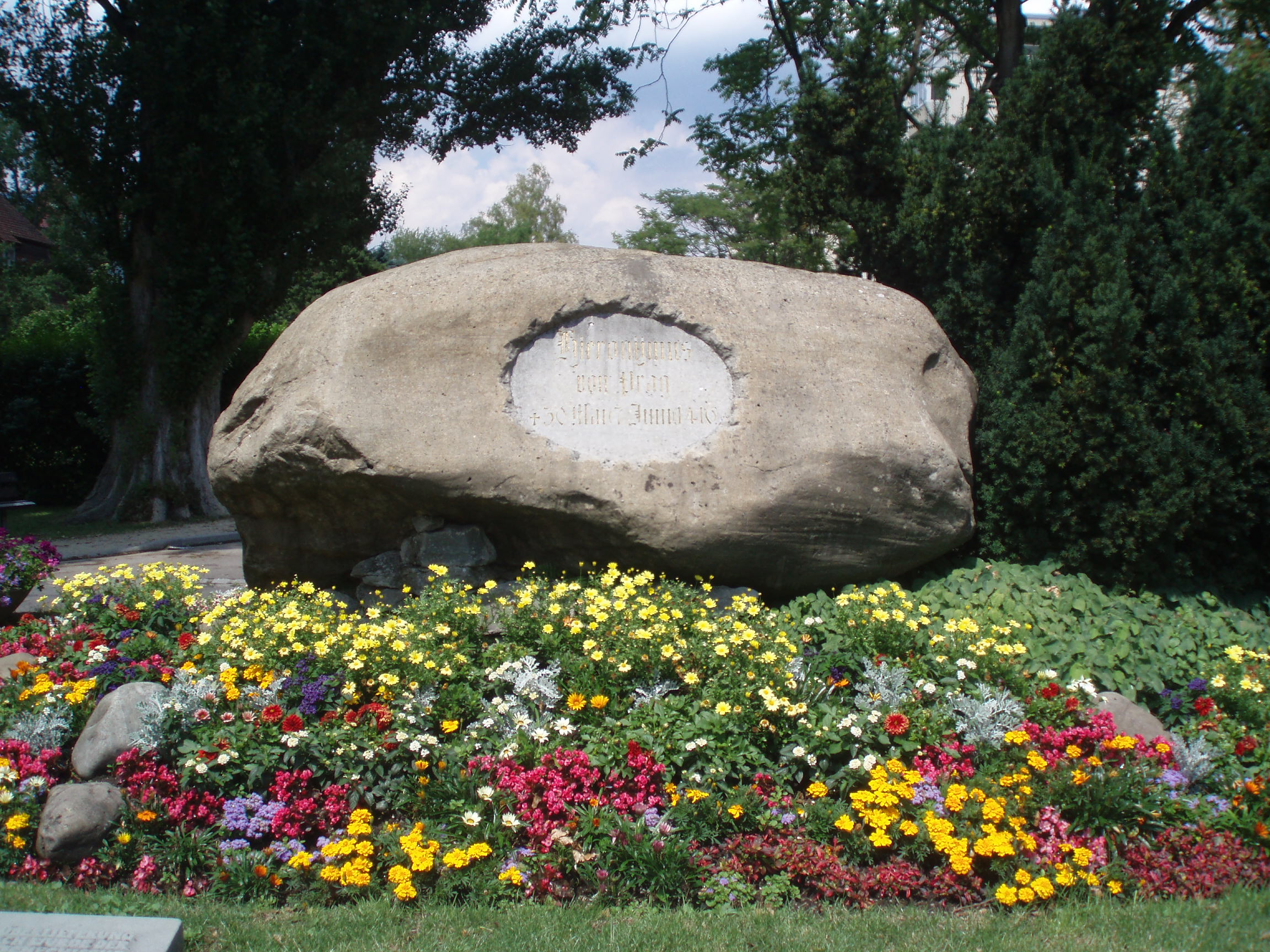
Der Hussenstein (2011)

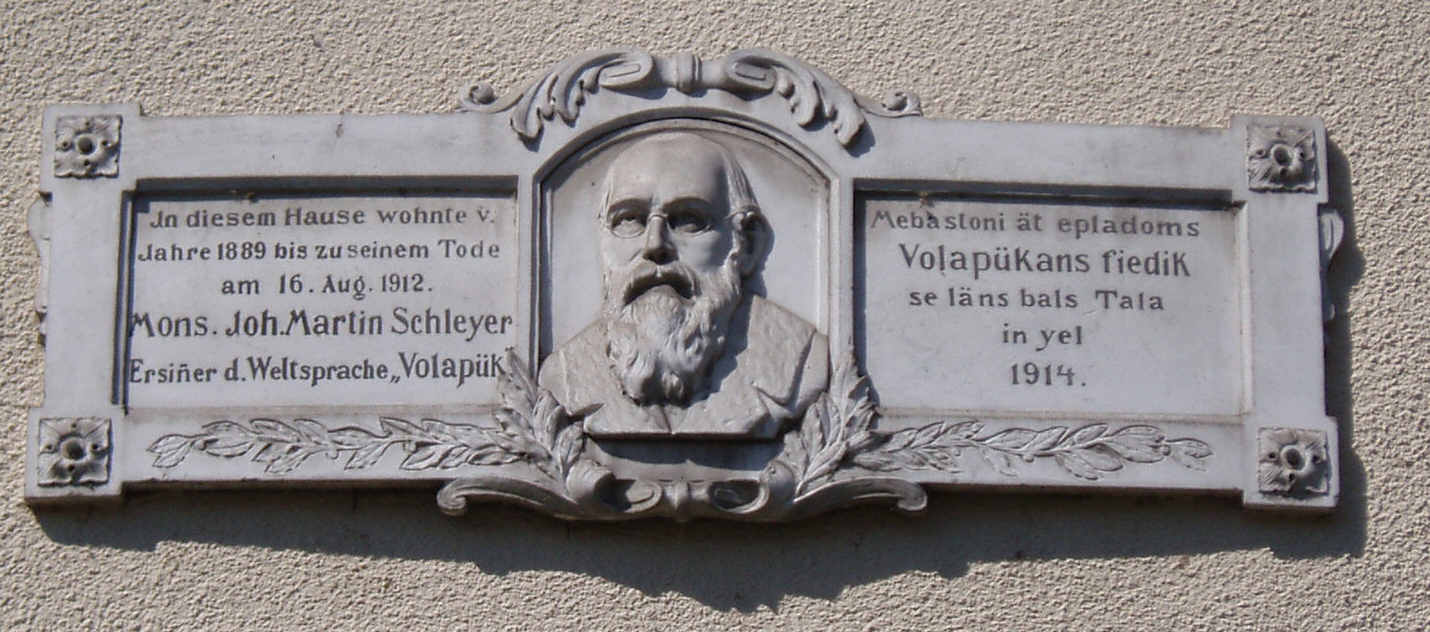
Gedenktafel an Johann Martin Schleyer, den Ersinner der Weltsprache Volapük

- Der „Hussenstein“ in der Straße Am Hussenstein erinnert an die Hinrichtung des tschechischen Reformators Jan Hus durch Verbrennen vor den Mauern der Stadt, obwohl ihm vorher freies Geleit durch das Konzil von Konstanz zugesichert worden war.[3][25] Die Hinrichtung von Jan Hus fand im Gebiet zwischen Paradiesstraße, Gottlieber Straße und Grenzbachstraße statt.[26]
- Die Gedenktafel an der Fassade des Hauses Schottenstraße 37 erinnert an Johann Martin Schleyer, den Erfinder der Weltsprache Volapük, der 1889–1912 hier wohnte.[27]
- Wegkreuz in der Brüelstraße 6/8: Dieses Wegkreuz aus rotem Sandstein mit gekreuzigtem Christus, gestiftet 1886 von der Bürgerschaft Paradies, wurde Anfang der 1980er-Jahre wegen Baumaßnahmen von der Gottlieber Straße hierher versetzt.[28]

## Kuriosum: Buslinie „Friedhof – Paradies“
Bis zum Sommer 2004 befuhr die Buslinie der Stadtwerke Konstanz (Roter Arnold) mit der Nummer 10 die Verbindung „Friedhof – Paradies“. Die entsprechenden Busse mit der angezeigten Streckenbezeichnung waren damit ein beliebtes Fotomotiv.